# حسنی الزعیم
حسنی الزعیم (به عربی: حسنی الزعیم) (۱۸۹۷–۱۹۴۹) در شهر حلب سوریه دو رگ عرب و کرد متولد شد. وی در تاریخ ۱۷ آوریل ۱۹۴۹–۲۶ ژوئن ۱۹۴۹ تصدی نخست‌وزیری سوریه را برعهده داشت.